# East Peckham
East Peckham è un villaggio e parrocchia civile dell'Inghilterra, appartenente alla contea del Kent.